# Pravosodni sistem v Sloveniji
Pravosodni sistem deluje neodvisno in samostojno od politike. Ta veja oblasti deluje po temeljnih načelih:
- načelo neodvisnosti (podrejen je lahko samo ustavi in zakonu)
- načelo volilnosti (ki določa, da volimo vse sodnike in državni zbor na predlog sodnega sveta)
- načelo trajnosti (ki določi, da sodnik potem, ko je izvoljen, opravlja svojo funkcijo trajno do upokojitve)
- načelo imunitete (ki se izraža v tem, da nikogar, ki sodeluje pri sojenju, ni mogoče klicati na odgovornost za mnenje, ki ga je dal pri odločanju na sodišču (samo državni zbor lahko začne postopek zoper njega))
- načelo razdružljivosti (ki določa, da funkcijo sodnika ni združljivo s funkcijami drugih državnih organov (ne more biti hkrati poslanec))
- načelo javnosti (ki terja, da je delo sodišč javno, da so obravnave javne in da se sodbe izrekajo javno)
- načelo demokratičnosti (ki se izraža v že omenjenih načelih volilnosti in javnosti, pa tudi do pravice državljanov, da sodelujejo pri sojenju (kot sodniki, porota))
- načelo instančnosti (ki terja, da sta zagotavljeni vsaj 2 stopnji sodišč)